# Thorsten Svensson
Thorsten Roland Svensson, född 8 oktober 1901 i Jonsered, Partille församling, Göteborgs och Bohus län, död där 29 juni 1954, var en svensk fotbollsspelare (ytter) som på klubbnivå representerade Gais, och som blev olympisk bronsmedaljör i Paris 1924.

## Biografi
Svensson inledde karriären i Jonsereds GoIF och spelade därefter en handfull matcher i IFK Göteborg 1920 innan han 1922 debuterade för Gais. I svenska mästerskapet 1922 gjorde han mål mot Djurgårdens IF i semifinalen och spelade även finalen mot Hammarby IF när Gais tog sitt andra SM-guld. Han var med och vann svenska serien 1922/1923 med Gais och vann även allsvenskan två gånger (1924/1925 och 1926/1927). Sammanlagt spelade han 72 allsvenska matcher för Gais och gjorde 26 mål innan han lämnade klubben efter säsongen 1927/1928. Därefter gjorde han en återkomst i IFK Göteborg säsongen 1929/1930, då han spelade sex matcher i allsvenskan.

### I landslaget
Svensson spelade åren 1924–1926 sammanlagt 6 landskamper på vilka han gjorde 2 mål. Han var med i det svenska landslag som tog OS-brons i Paris 1924. I denna turnering spelade han endast i matchen mot Egypten som svenskarna vann med 5–0.